# ColecoVision
 (août 2025).
Si vous disposez d'ouvrages ou d'articles de référence ou si vous connaissez des sites web de qualité traitant du thème abordé ici, merci de compléter l'article en donnant les références utiles à sa vérifiabilité et en les liant à la section « Notes et références ».
La ColecoVision est une console de jeu vidéo de deuxième génération commercialisée par Coleco (Connecticut Leather Company), sortie en août 1982. Elle propose des graphismes et des manettes similaires aux jeux d'arcade de l'époque,.

## Historique
Le Colecovision est commercialisé à l'été 1982 pour un prix de 399 $. Le catalogue de lancement comprend douze titres, avec dix titres à venir en plus. Finalement, environ 400 titres sont sortis sur cartouche pendant toute sa vie. La majorité des titres de son catalogue sont des conversions de jeux d'arcade.
Coleco commercialise un module qui rend la console compatible avec l'Atari 2600, lui apportant la plus vaste bibliothèque de jeux de toutes les consoles du moment. Le module provoque une action judiciaire d'Atari, mais cette dernière ne peut pas en empêcher les ventes. Grâce à ce module, les possesseurs de cartouches VCS2600 français pouvaient afficher leurs jeux en 128 couleurs au lieu de la simple colorisation 8 couleurs de la version noir et blanc[pas clair] de ceux-ci, sur VCS2600 SECAM.
Un autre module, sorti en été 1983, transforme la console en véritable ordinateur, le Coleco Adam, avec clavier et lecteur de cassette.
À Noël 1982, Coleco a vendu 500 000 consoles, principalement grâce à la qualité des jeux livrés. Tandis que la fortune d'Atari s'est faite grâce au jeu Space Invaders, la ColecoVision est la première console à accueillir le jeu Donkey Kong, dont les droits sont négociés pour 250 000$.
Les ventes dépassent rapidement un million d'unités[Quoi ?] début 1983, avant le krach du jeu vidéo de 1983 aux États-Unis.
À la fin du premier trimestre 1984, les ventes sont en baisse, s'élevant à 2 millions au total.
Coleco Industries envisage son retrait de l'industrie du jeu vidéo en juin 1985 et la ColecoVision est officiellement abandonnée en octobre 1985. 

### Europe
Commercialisée en Europe sous le nom de CBS ColecoVision, la console est disponible en France à l'été 1983 pour un prix de 1 790 francs. Le module Adam est brièvement proposé à la vente au début 1984.

## Spécifications techniques
- Processeur principal : Z80A cadencé à 3,58 MHz
- Mémoire vive : 1 Ko
- Processeur graphique : Texas Instruments TMS9928A, définition de 256×192 pixels, 32 sprites, 16 couleurs
- Mémoire vive vidéo : 16 Ko
- Processeur sonore : Texas Instruments SN76489A, 3 générateurs de ton et 1 générateur de bruit
- Cartouche : 8/16/24/32 Ko